# Палестін (Огайо)
Палестін (англ. Palestine) — селище (англ. village) в США, в окрузі Дарк штату Огайо. Населення — 180 осіб (2020).

## Географія
Палестін розташований за координатами 40°3′1″ пн. ш. 84°44′40″ зх. д. / 40.05028° пн. ш. 84.74444° зх. д. (40.050152, -84.744321).  За даними Бюро перепису населення США в 2010 році селище мало площу 0,38 км², уся площа — суходіл.

## Демографія
Згідно з переписом 2010 року, у селищі мешкало 200 осіб у 79 домогосподарствах у складі 54 родин. Густота населення становила 529 осіб/км².  Було 89 помешкань (235/км²).
Расовий склад населення:
| - 93,5 % — білих - 5,0 % — чорних або афроамериканців |

До двох чи більше рас належало 1,5 %. Частка іспаномовних становила 0,0 % від усіх жителів.
За віковим діапазоном населення розподілялося таким чином: 30,0 % — особи молодші 18 років, 54,0 % — особи у віці 18—64 років, 16,0 % — особи у віці 65 років та старші. Медіана віку мешканця становила 33,5 року. На 100 осіб жіночої статі у селищі припадало 100,0 чоловіків;  на 100 жінок у віці від 18 років та старших — 84,2 чоловіків також старших 18 років.
Середній дохід на одне домашнє господарство  становив 39 609 доларів США (медіана — 36 458), а середній дохід на одну сім'ю — 44 700 доларів (медіана — 40 972). За межею бідності перебувало 31,3 % осіб, у тому числі 53,2 % дітей у віці до 18 років та 7,0 % осіб у віці 65 років та старших.
Цивільне працевлаштоване населення становило 81 осіб. Основні галузі зайнятості: освіта, охорона здоров'я та соціальна допомога — 24,7 %, виробництво — 19,8 %, будівництво — 17,3 %, роздрібна торгівля — 16,0 %.